# Otar Kakabadze
Otar Kakabadze (in georgiano ოთარ კაკაბაძე?; Tbilisi, 27 giugno 1995) è un calciatore georgiano, difensore del KS Cracovia e della nazionale georgiana.

## Carriera

### Club
Il 30 agosto 2018 passa a titolo definitivo al Lucerna firmando un triennale fino al 2021.
Il 25 settembre 2020 viene acquistato dal Tenerife.

### Nazionale
Ha giocato nelle nazionali giovanili georgiane Under-17, Under-19 ed Under-21.
Nel 2015 ha esordito in nazionale maggiore, venendo anche convocato per gli Europei del 2024, manifestazione alla quale la Georgia partecipava per la prima volta nella sua storia.

## Statistiche

### Cronologia presenze e reti in nazionale
| Cronologia completa delle presenze e delle reti in nazionale ― Georgia | Cronologia completa delle presenze e delle reti in nazionale ― Georgia | Cronologia completa delle presenze e delle reti in nazionale ― Georgia | Cronologia completa delle presenze e delle reti in nazionale ― Georgia | Cronologia completa delle presenze e delle reti in nazionale ― Georgia | Cronologia completa delle presenze e delle reti in nazionale ― Georgia | Cronologia completa delle presenze e delle reti in nazionale ― Georgia | Cronologia completa delle presenze e delle reti in nazionale ― Georgia |
| Data                                                                   | Città                                                                  | In casa                                                                | Risultato                                                              | Ospiti                                                                 | Competizione                                                           | Reti                                                                   | Note                                                                   |
| ---------------------------------------------------------------------- | ---------------------------------------------------------------------- | ---------------------------------------------------------------------- | ---------------------------------------------------------------------- | ---------------------------------------------------------------------- | ---------------------------------------------------------------------- | ---------------------------------------------------------------------- | ---------------------------------------------------------------------- |
| 8-10-2015                                                              | Tbilisi                                                                | Georgia                                                                | 4 – 0                                                                  | Gibilterra                                                             | Qual. Euro 2016                                                        | -                                                                      |                                                                        |
| 11-11-2015                                                             | Tallinn                                                                | Estonia                                                                | 3 – 0                                                                  | Georgia                                                                | Amichevole                                                             | -                                                                      |                                                                        |
| 16-11-2015                                                             | Tirana                                                                 | Albania                                                                | 2 – 2                                                                  | Georgia                                                                | Amichevole                                                             | -                                                                      | 90’                                                                    |
| 27-5-2016                                                              | Wels                                                                   | Georgia                                                                | 1 – 3                                                                  | Slovacchia                                                             | Amichevole                                                             | -                                                                      |                                                                        |
| 6-10-2016                                                              | Dublino                                                                | Irlanda                                                                | 1 – 0                                                                  | Georgia                                                                | Qual. Mondiali 2018                                                    | -                                                                      |                                                                        |
| 9-10-2016                                                              | Cardiff                                                                | Galles                                                                 | 1 – 1                                                                  | Georgia                                                                | Qual. Mondiali 2018                                                    | -                                                                      |                                                                        |
| 12-11-2016                                                             | Tbilisi                                                                | Georgia                                                                | 1 – 1                                                                  | Moldavia                                                               | Qual. Mondiali 2018                                                    | -                                                                      |                                                                        |
| 24-3-2017                                                              | Tbilisi                                                                | Georgia                                                                | 1 – 3                                                                  | Serbia                                                                 | Qual. Mondiali 2018                                                    | -                                                                      | 45’ 70’                                                                |
| 7-6-2017                                                               | Tbilisi                                                                | Georgia                                                                | 3 – 0                                                                  | Saint Kitts e Nevis                                                    | Amichevole                                                             | -                                                                      | 73’                                                                    |
| 2-9-2017                                                               | Tbilisi                                                                | Georgia                                                                | 1 – 1                                                                  | Irlanda                                                                | Qual. Mondiali 2018                                                    | -                                                                      |                                                                        |
| 5-9-2017                                                               | Vienna                                                                 | Austria                                                                | 1 – 1                                                                  | Georgia                                                                | Qual. Mondiali 2018                                                    | -                                                                      |                                                                        |
| 6-10-2017                                                              | Tbilisi                                                                | Georgia                                                                | 0 – 1                                                                  | Galles                                                                 | Qual. Mondiali 2018                                                    | -                                                                      |                                                                        |
| 9-10-2017                                                              | Belgrado                                                               | Serbia                                                                 | 1 – 0                                                                  | Georgia                                                                | Qual. Mondiali 2018                                                    | -                                                                      |                                                                        |
| 10-11-2017                                                             | Tbilisi                                                                | Georgia                                                                | 1 – 0                                                                  | Cipro                                                                  | Amichevole                                                             | -                                                                      | 25’                                                                    |
| 13-11-2017                                                             | Kutaisi                                                                | Georgia                                                                | 2 – 2                                                                  | Bielorussia                                                            | Amichevole                                                             | -                                                                      | 87’                                                                    |
| 24-3-2018                                                              | Tbilisi                                                                | Georgia                                                                | 4 – 0                                                                  | Lituania                                                               | Amichevole                                                             | -                                                                      |                                                                        |
| 27-3-2018                                                              | Tbilisi                                                                | Georgia                                                                | 2 – 0                                                                  | Estonia                                                                | Amichevole                                                             | -                                                                      |                                                                        |
| 6-9-2018                                                               | Astana                                                                 | Kazakistan                                                             | 0 – 2                                                                  | Georgia                                                                | UEFA Nations League 2018-2019 - 1º Turno                               | -                                                                      |                                                                        |
| 9-9-2018                                                               | Tbilisi                                                                | Georgia                                                                | 1 – 0                                                                  | Lettonia                                                               | UEFA Nations League 2018-2019 - 1º Turno                               | -                                                                      |                                                                        |
| 13-10-2018                                                             | Tbilisi                                                                | Georgia                                                                | 3 – 0                                                                  | Andorra                                                                | UEFA Nations League 2018-2019 - 1º Turno                               | -                                                                      |                                                                        |
| 16-10-2018                                                             | Riga                                                                   | Lettonia                                                               | 0 – 3                                                                  | Georgia                                                                | UEFA Nations League 2018-2019 - 1º Turno                               | -                                                                      |                                                                        |
| 15-11-2018                                                             | Andorra La Vella                                                       | Andorra                                                                | 1 – 1                                                                  | Georgia                                                                | UEFA Nations League 2018-2019 - 1º Turno                               | -                                                                      | 62’                                                                    |
| 19-11-2018                                                             | Tbilisi                                                                | Georgia                                                                | 2 – 1                                                                  | Kazakistan                                                             | UEFA Nations League 2018-2019 - 1º Turno                               | -                                                                      | 86’                                                                    |
| 23-3-2019                                                              | Tbilisi                                                                | Georgia                                                                | 0 – 2                                                                  | Svizzera                                                               | Qual. Euro 2020                                                        | -                                                                      |                                                                        |
| 26-3-2019                                                              | Dublino                                                                | Irlanda                                                                | 1 – 0                                                                  | Georgia                                                                | Qual. Euro 2020                                                        | -                                                                      | 85’                                                                    |
| 7-6-2019                                                               | Tbilisi                                                                | Georgia                                                                | 3 – 0                                                                  | Gibilterra                                                             | Qual. Euro 2020                                                        | -                                                                      |                                                                        |
| 10-6-2019                                                              | Copenaghen                                                             | Danimarca                                                              | 5 – 1                                                                  | Georgia                                                                | Qual. Euro 2020                                                        | -                                                                      |                                                                        |
| 5-9-2019                                                               | Istanbul                                                               | Georgia                                                                | 2 – 2                                                                  | Corea del Sud                                                          | Amichevole                                                             | -                                                                      |                                                                        |
| 8-9-2019                                                               | Tbilisi                                                                | Georgia                                                                | 0 – 0                                                                  | Danimarca                                                              | Qual. Euro 2020                                                        | -                                                                      | 89’                                                                    |
| 12-10-2019                                                             | Tbilisi                                                                | Georgia                                                                | 0 – 0                                                                  | Irlanda                                                                | Qual. Euro 2020                                                        | -                                                                      |                                                                        |
| 15-10-2019                                                             | Gibilterra                                                             | Gibilterra                                                             | 2 – 3                                                                  | Georgia                                                                | Qual. Euro 2020                                                        | -                                                                      |                                                                        |
| 15-11-2019                                                             | San Gallo                                                              | Svizzera                                                               | 1 – 0                                                                  | Georgia                                                                | Qual. Euro 2020                                                        | -                                                                      |                                                                        |
| 19-11-2019                                                             | Pola                                                                   | Croazia                                                                | 2 – 1                                                                  | Georgia                                                                | Amichevole                                                             | -                                                                      | 39’                                                                    |
| 5-9-2020                                                               | Tallinn                                                                | Estonia                                                                | 0 – 1                                                                  | Georgia                                                                | UEFA Nations League 2020-2021 - 1º Turno                               | -                                                                      |                                                                        |
| 8-9-2020                                                               | Tbilisi                                                                | Georgia                                                                | 1 – 1                                                                  | Macedonia del Nord                                                     | UEFA Nations League 2020-2021 - 1º Turno                               | -                                                                      |                                                                        |
| 8-10-2020                                                              | Tbilisi                                                                | Georgia                                                                | 1 – 0                                                                  | Bielorussia                                                            | Qual. Euro 2020                                                        | -                                                                      |                                                                        |
| 12-11-2020                                                             | Tbilisi                                                                | Georgia                                                                | 0 – 1                                                                  | Macedonia del Nord                                                     | Qual. Euro 2020                                                        | -                                                                      |                                                                        |
| 18-11-2020                                                             | Tbilisi                                                                | Georgia                                                                | 0 – 0                                                                  | Estonia                                                                | UEFA Nations League 2020-2021 - 1º Turno                               | -                                                                      |                                                                        |
| 28-3-2021                                                              | Tbilisi                                                                | Georgia                                                                | 1 – 2                                                                  | Spagna                                                                 | Qual. Mondiali 2022                                                    | -                                                                      | 79’                                                                    |
| 31-3-2021                                                              | Salonicco                                                              | Grecia                                                                 | 1 – 1                                                                  | Georgia                                                                | Qual. Mondiali 2022                                                    | -                                                                      |                                                                        |
| 6-6-2021                                                               | Enschede                                                               | Paesi Bassi                                                            | 3 – 0                                                                  | Georgia                                                                | Amichevole                                                             | -                                                                      | 45’                                                                    |
| 5-9-2021                                                               | Badajoz                                                                | Spagna                                                                 | 4 – 0                                                                  | Georgia                                                                | Qual. Mondiali 2022                                                    | -                                                                      | 76’                                                                    |
| 8-9-2021                                                               | Sofia                                                                  | Bulgaria                                                               | 4 – 1                                                                  | Georgia                                                                | Amichevole                                                             | -                                                                      | Cap. 34’                                                               |
| 9-10-2021                                                              | Tbilisi                                                                | Georgia                                                                | 0 – 2                                                                  | Grecia                                                                 | Qual. Mondiali 2022                                                    | -                                                                      |                                                                        |
| 12-10-2021                                                             | Pristina                                                               | Kosovo                                                                 | 1 – 2                                                                  | Georgia                                                                | Qual. Mondiali 2022                                                    | -                                                                      | 90’                                                                    |
| 11-11-2021                                                             | Tbilisi                                                                | Georgia                                                                | 2 – 0                                                                  | Svezia                                                                 | Qual. Mondiali 2022                                                    | -                                                                      |                                                                        |
| 15-11-2021                                                             | Gori                                                                   | Georgia                                                                | 1 – 0                                                                  | Uzbekistan                                                             | Amichevole                                                             | -                                                                      |                                                                        |
| 25-3-2022                                                              | Zenica                                                                 | Bosnia ed Erzegovina                                                   | 0 – 1                                                                  | Georgia                                                                | Amichevole                                                             | -                                                                      |                                                                        |
| 2-6-2022                                                               | Tbilisi                                                                | Georgia                                                                | 4 – 0                                                                  | Gibilterra                                                             | UEFA Nations League 2022-2023 - 1º Turno                               | -                                                                      |                                                                        |
| 5-6-2022                                                               | Razgrad                                                                | Bulgaria                                                               | 2 – 5                                                                  | Georgia                                                                | UEFA Nations League 2022-2023 - 1º Turno                               | -                                                                      | 84’                                                                    |
| 9-6-2022                                                               | Skopje                                                                 | Macedonia del Nord                                                     | 0 – 3                                                                  | Georgia                                                                | UEFA Nations League 2022-2023 - 1º Turno                               | -                                                                      | 21’ 83’                                                                |
| 23-9-2022                                                              | Tbilisi                                                                | Georgia                                                                | 2 – 0                                                                  | Macedonia del Nord                                                     | UEFA Nations League 2022-2023 - 1º Turno                               | -                                                                      |                                                                        |
| 26-9-2022                                                              | Gibilterra                                                             | Gibilterra                                                             | 1 – 2                                                                  | Georgia                                                                | UEFA Nations League 2022-2023 - 1º Turno                               | -                                                                      |                                                                        |
| 28-3-2023                                                              | Tbilisi                                                                | Georgia                                                                | 1 – 1                                                                  | Norvegia                                                               | Qual. Euro 2024                                                        | -                                                                      |                                                                        |
| 17-6-2023                                                              | Nicosia                                                                | Cipro                                                                  | 1 – 2                                                                  | Georgia                                                                | Qual. Euro 2024                                                        | -                                                                      | 17’                                                                    |
| 20-6-2023                                                              | Glasgow                                                                | Scozia                                                                 | 2 – 0                                                                  | Georgia                                                                | Qual. Euro 2024                                                        | -                                                                      |                                                                        |
| 16-11-2023                                                             | Tbilisi                                                                | Georgia                                                                | 2 – 2                                                                  | Scozia                                                                 | Qual. Euro 2024                                                        | -                                                                      |                                                                        |
| 19-11-2023                                                             | Valladolid                                                             | Spagna                                                                 | 3 – 1                                                                  | Georgia                                                                | Qual. Euro 2024                                                        | -                                                                      | 89’                                                                    |
| 21-3-2024                                                              | Tbilisi                                                                | Georgia                                                                | 2 – 0                                                                  | Lussemburgo                                                            | Qual. Euro 2024                                                        | -                                                                      |                                                                        |
| 26-3-2024                                                              | Tbilisi                                                                | Georgia                                                                | 0 – 0 dts (4 – 2 dtr)                                                  | Grecia                                                                 | Qual. Euro 2024                                                        | -                                                                      |                                                                        |
| 9-6-2024                                                               | Podgorica                                                              | Montenegro                                                             | 1 – 3                                                                  | Georgia                                                                | Amichevole                                                             | -                                                                      |                                                                        |
| 18-6-2024                                                              | Dortmund                                                               | Turchia                                                                | 3 – 1                                                                  | Georgia                                                                | Euro 2024 - 1º turno                                                   | -                                                                      |                                                                        |
| 22-6-2024                                                              | Amburgo                                                                | Georgia                                                                | 1 – 1                                                                  | Rep. Ceca                                                              | Euro 2024 - 1º turno                                                   | -                                                                      |                                                                        |
| 26-6-2024                                                              | Gelsenkirchen                                                          | Georgia                                                                | 2 – 0                                                                  | Portogallo                                                             | Euro 2024 - 1º turno                                                   | -                                                                      |                                                                        |
| 30-6-2024                                                              | Colonia                                                                | Spagna                                                                 | 4 – 1                                                                  | Georgia                                                                | Euro 2024 - Ottavi di finale                                           | -                                                                      |                                                                        |
| 7-9-2024                                                               | Tbilisi                                                                | Georgia                                                                | 4 – 1                                                                  | Rep. Ceca                                                              | UEFA Nations League 2024-2025 - 1º turno                               | -                                                                      | 75’                                                                    |
| 10-9-2024                                                              | Tirana                                                                 | Albania                                                                | 0 – 1                                                                  | Georgia                                                                | UEFA Nations League 2024-2025 - 1º turno                               | -                                                                      |                                                                        |
| 11-10-2024                                                             | Poznań                                                                 | Ucraina                                                                | 1 – 0                                                                  | Georgia                                                                | UEFA Nations League 2024-2025 - 1º turno                               | -                                                                      |                                                                        |
| 14-10-2024                                                             | Tbilisi                                                                | Georgia                                                                | 0 – 1                                                                  | Albania                                                                | UEFA Nations League 2024-2025 - 1º turno                               | -                                                                      |                                                                        |
| 16-11-2024                                                             | Batumi                                                                 | Georgia                                                                | 1 – 1                                                                  | Ucraina                                                                | UEFA Nations League 2024-2025 - 1º turno                               | -                                                                      |                                                                        |
| 19-11-2024                                                             | Olomouc                                                                | Rep. Ceca                                                              | 2 – 1                                                                  | Georgia                                                                | UEFA Nations League 2024-2025 - 1º turno                               | -                                                                      | 79’                                                                    |
| 20-3-2025                                                              | Erevan                                                                 | Armenia                                                                | 0 – 3                                                                  | Georgia                                                                | UEFA Nations League 2024-2025 - Play-off                               | -                                                                      | 51’                                                                    |
| 23-3-2025                                                              | Tbilisi                                                                | Georgia                                                                | 6 – 1                                                                  | Armenia                                                                | UEFA Nations League 2024-2025 - Play-off                               | -                                                                      |                                                                        |
| Totale                                                                 |                                                                        | Presenze (7º posto)                                                    | 73                                                                     |                                                                        | Reti                                                                   | 0                                                                      |                                                                        |

## Palmarès

### Club

#### Competizioni nazionali
- Campionato georgiano: 1

Dinamo Tbilisi: 2015-2016
- Coppa di Georgia: 2

Dinamo Tbilisi: 2014-2015, 2015-2016
- Supercoppa di Georgia: 2

Dinamo Tbilisi: 2014, 2015